# Håkon Sverresson
Håkon Sverresson en noruec, Hákon Sverrisson en nòrdic antic (1182 – 1 de gener del 1204) fou rei de Noruega entre 1202 i 1204. Durant el breu regnat de Håkon allunyà Noruega del conflicte amb l'església i acabà amb les guerres civils, com a mínim durant un temps. Les fonts principals de la vida de Håkon són les sagues de Sverris i Bagler, ambdues escrites al segle xiii poc després dels esdeveniments.
Håkon fou el segon fill il·legítim del futur rei Sverre, llavors un aventurer feroès. L'historiador P. Un. Munch Suggerit que la mare de Håkon III podria haver sigut Astrid Roesdatter, filla del Bisbe Roe a les illes Fèroe, aquesta hipòtesi no ha rebut el suport per historiadors posteriors.
Durant el període de guerra civil de la història noruega compresa entre els anys 1130 a 1240 es produïren diversos conflictes d'intensitat i abast territorial variable. El rerefons d'aquests conflictes era les poc clares lleis de successió noruega, les condicions socials i les lluites intestines entre partits aristocràtics i entre l'església i el rei. Llavors hi havia llavors dos partits principals, prenent inicialment diversos noms, però finalment condensat als partits Bagler i Birkebeiner. El punt de reunió era regularment un fill reial, qui era col·locat com a dirigent del partit en qüestió, per oposar-se al govern del rei del partit disputat. Sverre i Håkon foren dirigents del partit Birkebeiner.
Håkon és esmentat com un dels dirigents dels exèrcits del seu pare en una batalla contra els Bagler a Oslo el 1197. Subsegüentment és esmentat diversos cops participant en les guerres del seu pare contra els Bagler. Al seu llit de mort del seu pare, qui morí el 9 de març del 1202, declarà que no tenia altre fill viu a banda de Håkon. També va escriure una carta a Håkon aconsellant-lo a resoldre la llarga disputa amb l'església. Quan la notícia de la mort de Sverre arribà a Håkon i el Birkebeiner reunit a Nidaros, Håkon primer fou elegit cabdill pel Birkebeiner. La mateixa primavera va ser escollit rei al thing de Nidaros.
La mateixa primavera els bisbes noruecs, exiliats a Suècia i Dinamarca i que havien donat suport al Bagler, retornaren a Noruega i feren un acord amb Håkon. Aparentment cedint el rei a la majoria de les seves demandes. Noruega va ser alliberada de l'interdicte s'havia establert durant el regnat de Sverre. Es diu que Håkon mantingué bones relacions amb els pagesos i el poble comú, i el partit Bagler ràpidament perdé molt suport. La tardor de 1202, el Bagler rei Inge Magnusson fou mort pels pagesos locals de Oppland i el partit Bagler noruec fou dissolt va ser dissolta. sorgí un nou pretendent Bagler, Erling Steinvegg, a Dinamarca, però declinà seguir la lluita pel tron, ja que veia molt poques possibilitats de guanyar a Håkon. Håkon esdevingué, sense dubtes, el governant del país.
Sembla que Håkon tingué una relació turbulenta amb la reina vídua del seu pare, Margareta Eriksdotter. Després de la mort de Sverre, Margareta tractà de retornar a la seva Suècia natal amb la filla que havia tingut amb Sverre, Kristina. Els homes de Håkon la forçaren a separar-la de la seva filla, ja que volien mantenir-la a la cort. Margareta aparentment resolgué l'afer amb Håkon i quedant-se a la cort noruega. El Nadal del 1203 Håkon va caure malalt després d'una sagnia, i l'1 de gener de 1204 va morir. Es sospità que la seva mort era fruit de l'enverinament considerant-se sospitosa del delicte la seva madrastra Margareta. Un dels homes de Margareta fou sotmès a un judici d'ordalia per tal de provar la seva innocència, però la mà de l'home fou cremada. Aquest fet fou la prova de la seva culpabilitat va haver de fugir de nou a Suècia.
Håkon Sverresson no es casà mai i a la seva mort no se li coneixia descendència. Fou per això succeït pel seu nebot de quatre anys Guttorm Sigurdsson. Però després de la seva mort una dona, Inga de Varteig, concubina de Håkon cap al 1203, va aparèixer a la cort del Birkebeiner amb un fill infant dient que era fill de Håkon. El nen havia nascut a Østfold poc temps després de la mort del pare putatiu. La criatura fou anomenada Håkon com el seu pare, més tard esdevingué el rei Håkon IV. L'estiu del 1218, Inga va experimentar un judici d'ordalia a Bergen per a demostrar la paternitat del seu fill.
Håkon fou enterrat a la catedral vella de Bergen. La catedral fou en derrocada el 1531, i resta marcat per un memorial.